# Calommata namibica
Espèce
Calommata namibica est une espèce d'araignées mygalomorphes de la famille des Atypidae.

## Distribution
Cette espèce est endémique du parc national d'Etosha en Namibie.

## Description
Les mâles mesurent de 5,10 à 6,30 mm dont le mâle holotype 6,30 mm

## Étymologie
Son nom d'espèce lui a été donné en référence au lieu de sa découverte.

## Publication originale
- Fourie, Haddad & Jocqué, 2011 : A revision of the purse-web spider genus Calommata Lucas, 1837 (Araneae, Atypidae) in the Afrotropical Region. ZooKeys, no 95, p. 1–28 (texte intégral).